# ドニエプル水力発電所

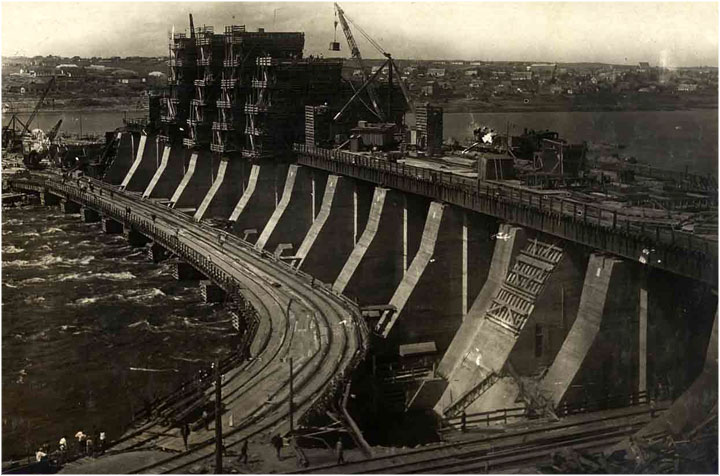
1930年のドニエプル水力発電所建設風景

ドニエプル水力発電所（ドニエプルすいりょくはつでんしょ、ウクライナ語: Дніпровська ГЕС, ロシア語: ДнепроГЭС, tr. DneproGES）は、ウクライナのザポリージャ市ドニエプル川に位置する水力発電所で、ドニエプルカスケードの5番目の施設である。ドニエプル貯水池を形成し、ソビエト連邦の工業化の象徴として1930年代に「ドニプレリスタン」（ドニエプル電力を意味する略称）とも呼ばれた。総発電容量は1578.6MW、年間発電量は約4008GWh。2022年以降のロシア・ウクライナ戦争で複数回のミサイル攻撃を受け、2024年3月時点で運用停止中である。

## 建設
ドニエプル水力発電所の計画は、1918年のウクライナ国政府によるドニエプル急流の水力利用構想に遡る。1927年3月15日、ソビエト連邦の工業化の一環として建設が開始。労働者は当初1.3万人、1931年には3.6万人に増加し、労働者居住区が整備された。
1932年10月10日に初の水力タービンが稼働、1939年までに9基（総容量560MW）が完成。タービンは米国ニューポート・ニューズ造船所（8基）とソ連製（1基）、発電機はゼネラル・エレクトリック（5基）とエレクトロシラ（4基）が供給。総工費は約4億ドルとされる。技術監督は米国陸軍工兵隊のヒュー・リンカーン・クーパーが担当し、ナイアガラの滝やケベック州の水力発電所の設計を参考にした。
ダム建設により、50以上の集落が水没。1934年9月30日、ダムを横断する単線トラム（7番系統）が開通し、市民の移動を支えた。

## 破壊
1941年8月18日20時15分、ドイツ軍の進軍を受け、NKVDがダムを爆破。20トンのTNT（またはアンモナル）を使用し、ダムに175.5mの亀裂が生じ、6mの波が下流を襲った。爆破は事前に住民や軍に通知されず、被害は低地の港や工場地帯に集中。死者数は2万人から12万人と推定されるが、資料不足で確定せず。一部研究では、爆破はドイツ軍の進軍阻止のためのやむを得ない措置とされる。
ドイツ占領下（1941年10月）でダムは修復され、1942年夏にドイツ製機器で42MWの発電を再開。1943年、ドイツ軍撤退前にダムを再爆破する計画が進められたが、部分的な破壊に留まった。

## 復旧と拡張
1944年に復旧工事が開始され、1947年3月に初のタービンが再稼働。1950年までに9基全てが復旧。1972年4月22日、第2期（GES-2）建設が開始され、1974年から1981年にかけて8基が稼働、総容量を1578.6MWに拡大。

## 改修

### 第1期（1996-2002年）
設備の老朽化に伴い、世界銀行とスイス政府の融資を受け改修を実施。GES-1の6基のタービン・発電機を更新、150kV・330kV配電設備を刷新。容量が42MW増加、効率が3%向上し、年間1億kWhの追加発電を実現。

### 第2期（2007年-継続中）
2007年から97の電気機器（変圧器、遮断器など）を更新し、「オベーション」制御システムを導入。GES-2の5基を可変ピッチタービン（120MW）に交換、自動監視システムを設置。2018年からAndritz HydroがGES-1の3基を改修し、2020-2021年に17MW増強。GES-2の改修で7.5MW増強、総容量は1610.6MWに達する予定。

## 現在の状況
2020年、ダムの道路に600mの亀裂が発見され、重量3トン以下、時速40km/hの制限が導入。2021年11月、2層構造の道路改修計画が承認されたが、ロシア・ウクライナ戦争で中断。

### ロシア・ウクライナ戦争
2022年10月31日、ロシアのミサイルが発電所の変電所に命中。2024年3月22日、大規模攻撃で発電所に2発の直撃を受け、GES-2が深刻な損傷、GES-1も停止。機械室と電気設備の全復旧が必要で、ドニエプル川に油が流出し、土壌汚染が発生。ZiU-682トロリーバスが破壊され、死傷者が出た。2024年6月1日、さらなる攻撃でダムは「危機的状態」に陥り、発電は停止。戦争開始以来、40発以上のミサイルとドローン攻撃を受けた。

## 技術的特徴
- ダム構造：鉄筋コンクリート、高さ60m、総延長1200m（水門216m、放水路760m）
- 貯水池：ドニエプル貯水池、総容量33.2億m³、有効容量8.5億m³
- 発電設備：
  - GES-1：10基（放射軸流、72-73.6MW、1基2.6MW）
  - GES-2：8基（120MW×5、119MW×1、104.5MW×2）
- 送電線：154kV、330kV
- 水門：単室（稼働中）、三室（改修中）
- 最大水圧：38.4m
- 総流量：25,489m³/s（ダム20,250m³/s、GES-1 2,191m³/s、GES-2 20,250m³/s）

## 文化におけるドニエプル水力発電所
- 文学：ヤキブ・バシュの『熱い情熱』（1947年）、ホルディー・コツュバの『新しい岸辺』（1931年）、オレシ・ホンチャルの『人間と武器』などで建設や1941年の防衛戦が描かれる。サムイル・マルシャクの詩『ドニエプルとの戦い』やフョードル・グラトコフの『エネルギー』も関連[13]。
- 映画：1927年のジガ・ヴェルトフ監督のドキュメンタリー『オディンナツァチー』で建設過程を記録[19]。
- 記念物：2002年の70周年記念コイン、ザポリージャの「ドニプロヘス通り」、ドニプレリスタン村など。

## 脱共産主義化
2016年4月、脱共産主義化の一環で、ダムの「レーニン記念ドニエプル水力発電所」の銘板が撤去。7月29日に完全撤去。同年9月、愛国的な壁画計画が提案されたが、批判を受け中止。

## 観光
ウクルヒドロエネルゴの事前予約で無料見学可能（学生・生徒向け）。ダムの夜間ライトアップや歴史展示が人気。

## ギャラリー

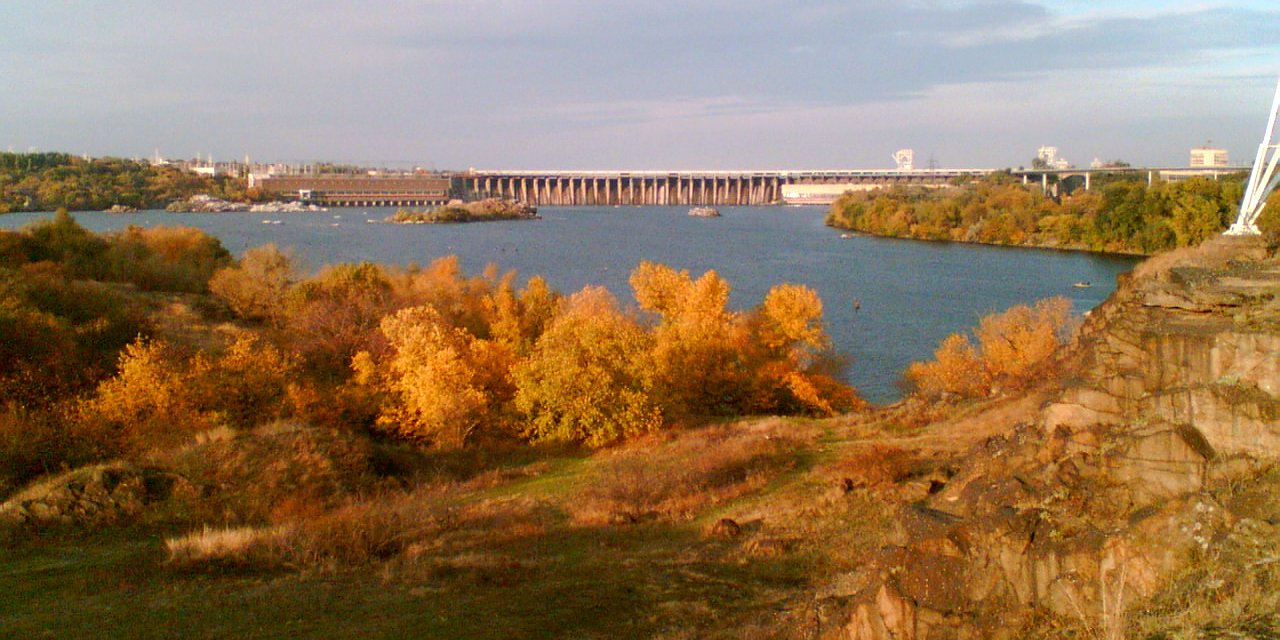
ホールツィツャ島からのドニエプル水力発電所
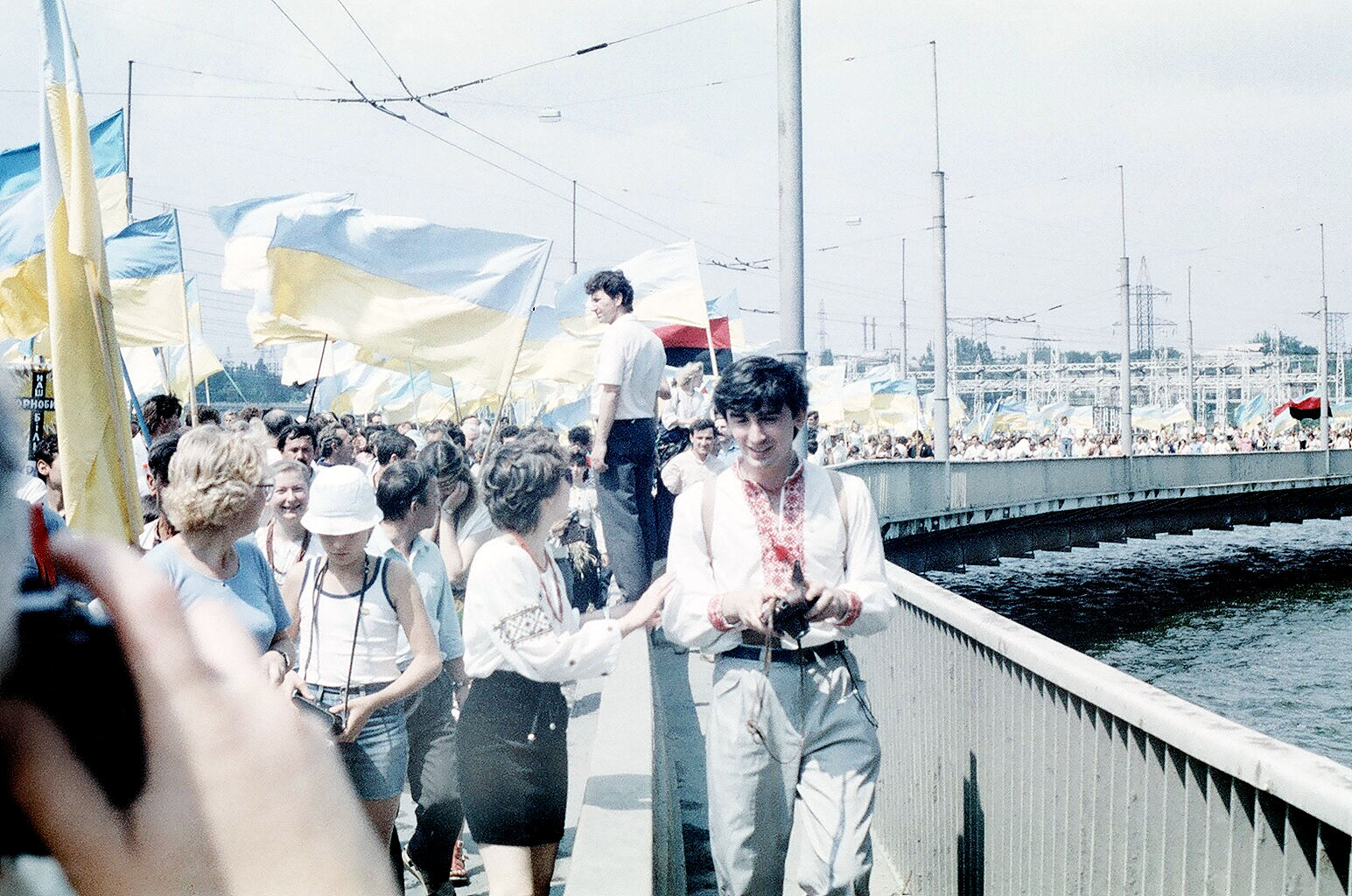
1990年のコサック500周年記念パレード
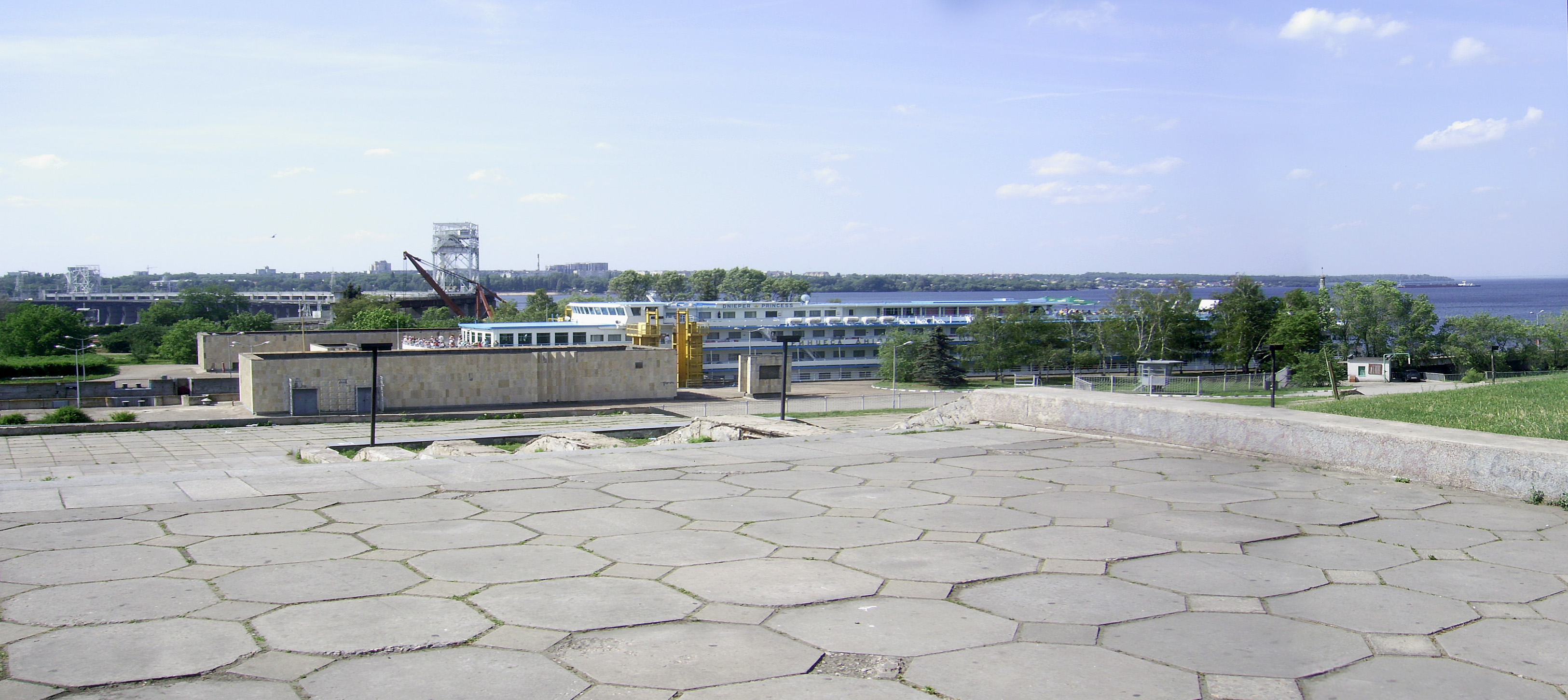
ザポリージャ広場からの眺め
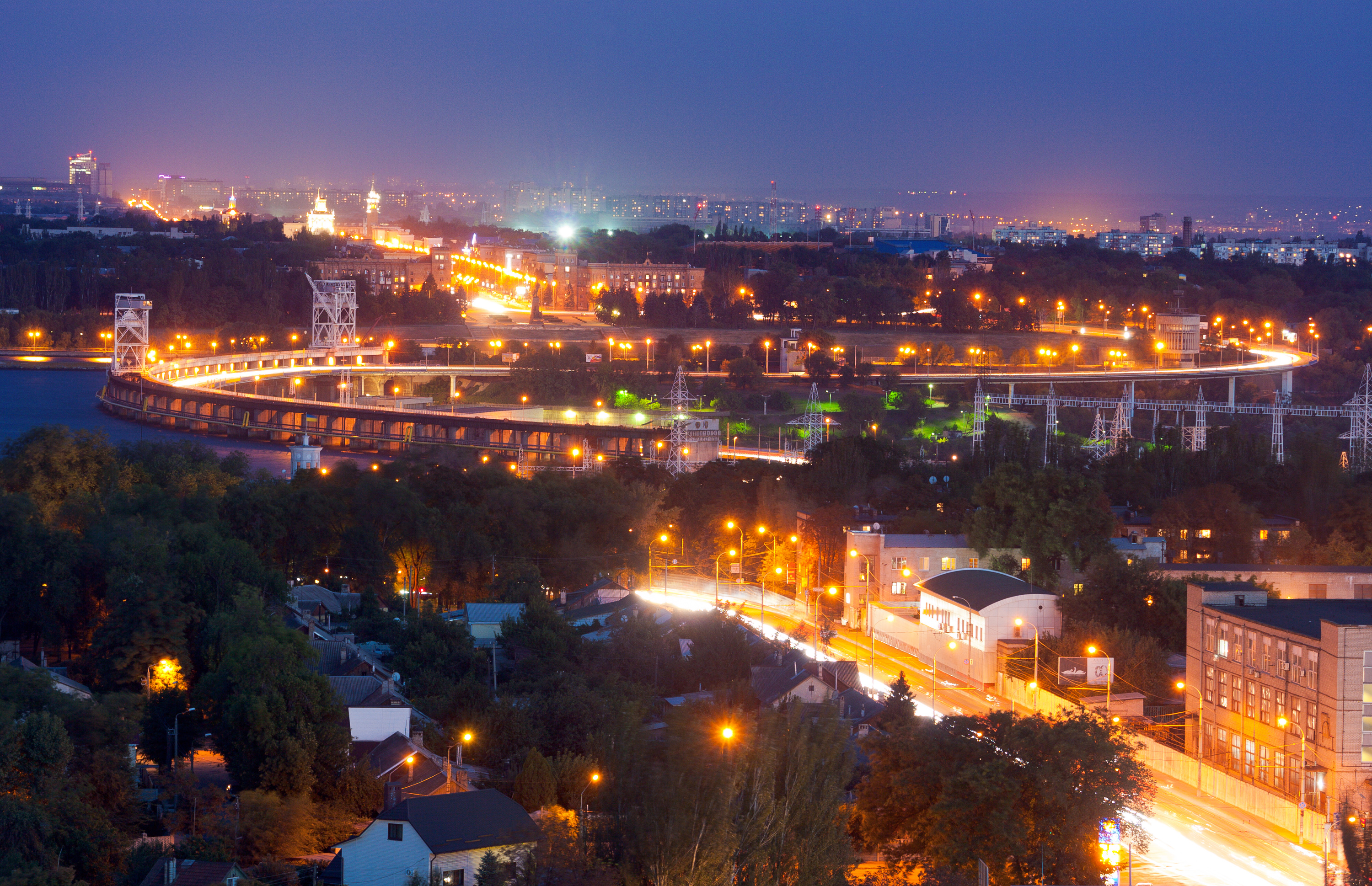
夜のドニエプル水力発電所
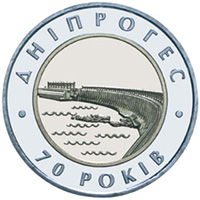
70周年記念コイン
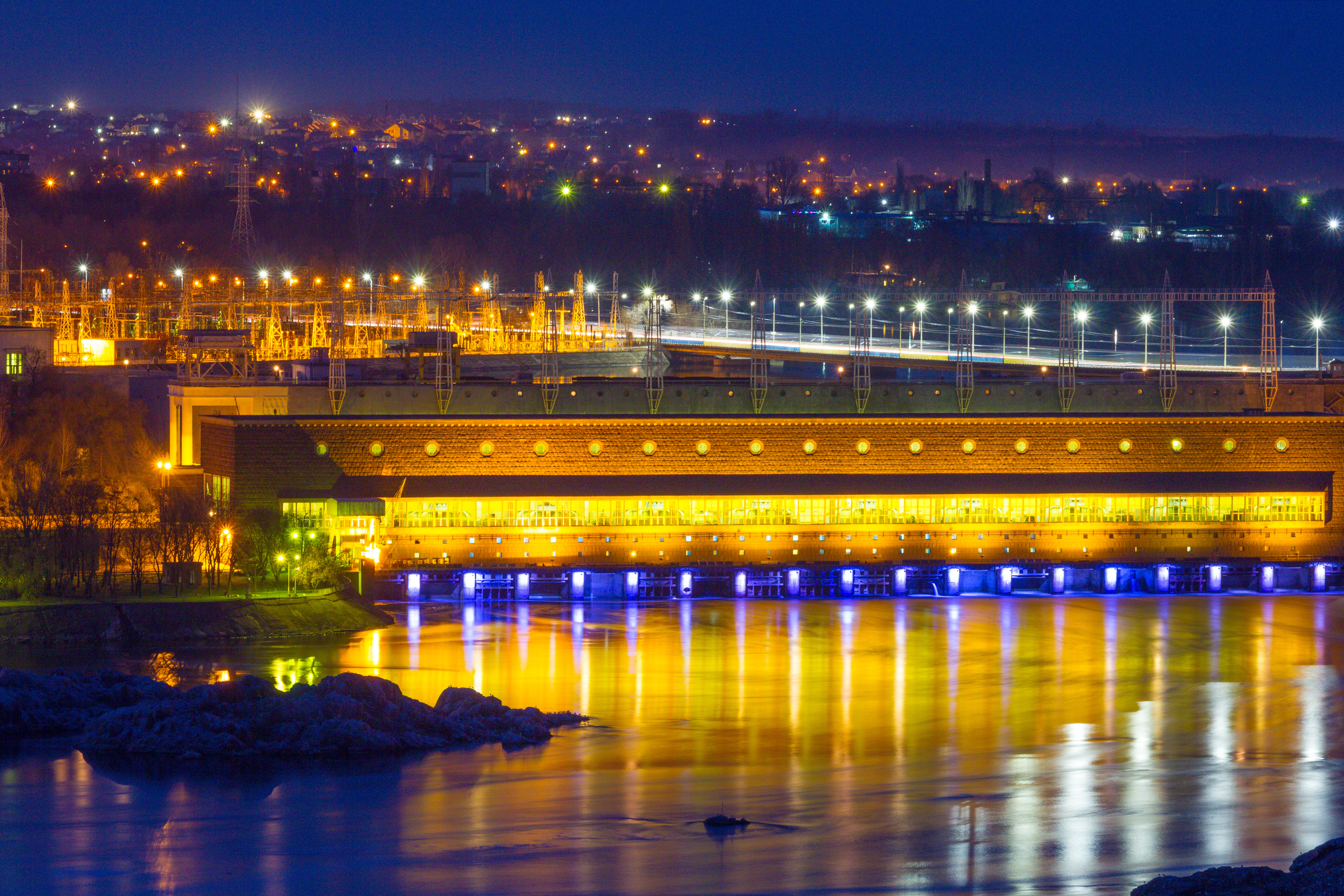
夜間ライトアップ
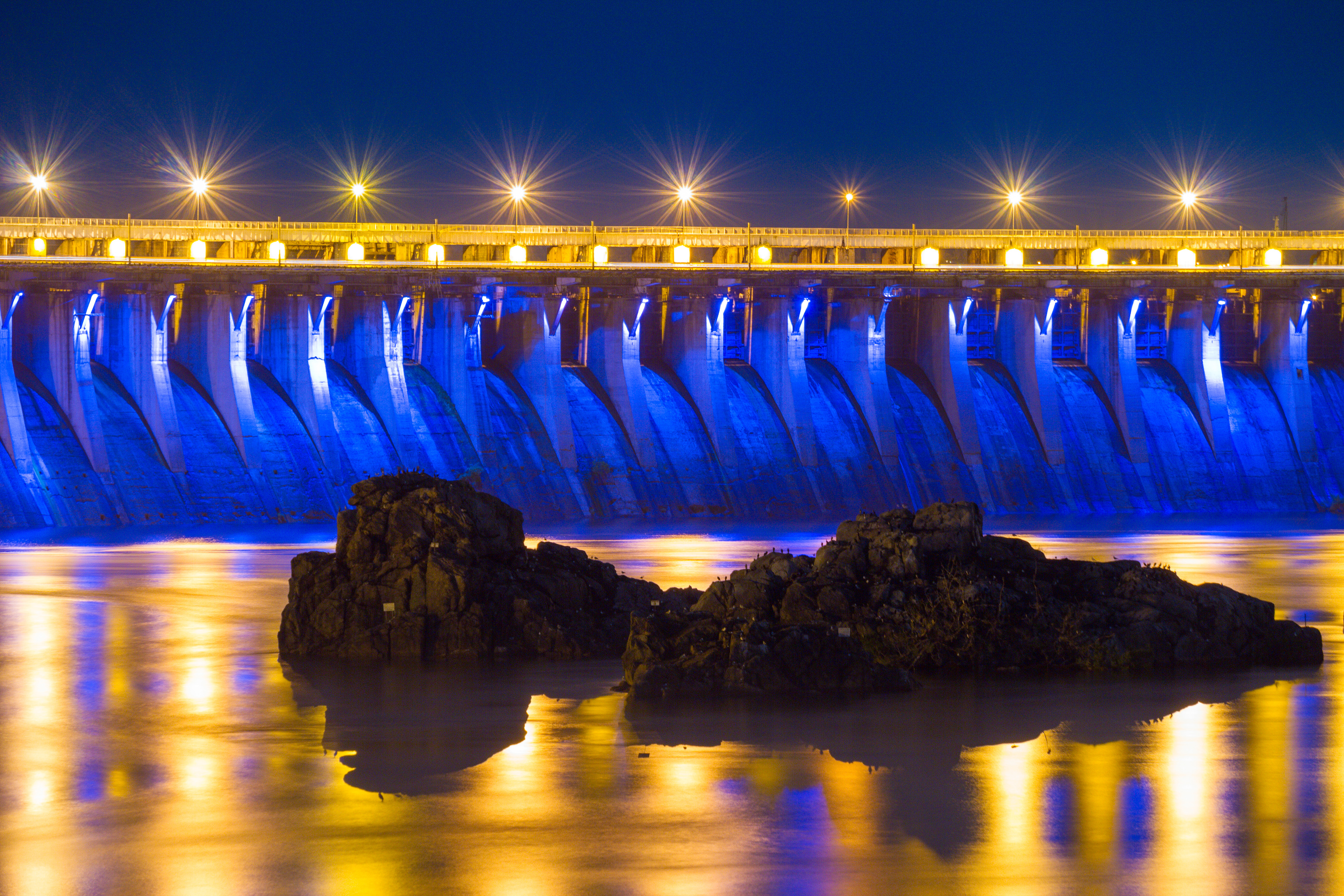
夜のダム
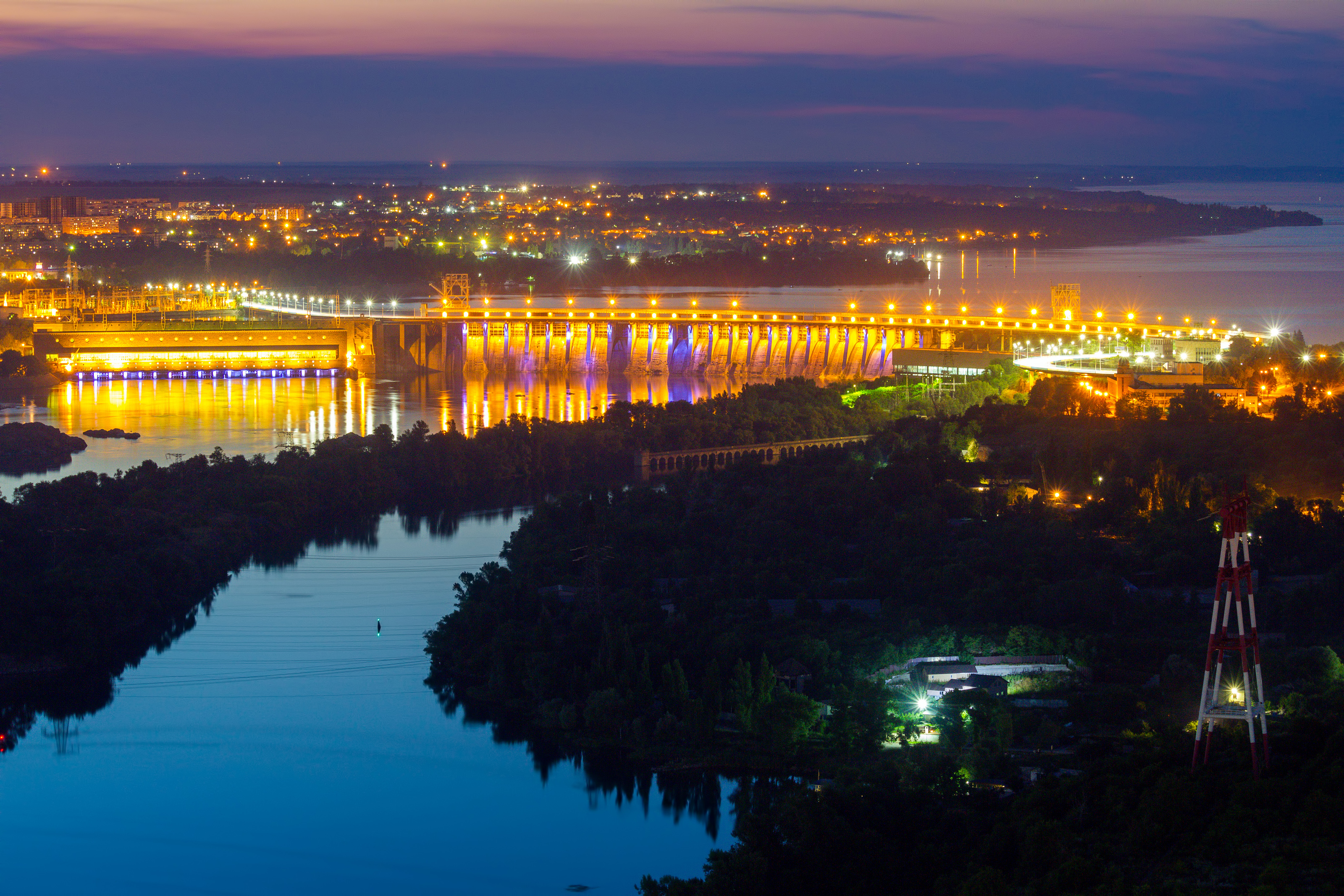
200m上空からの眺め
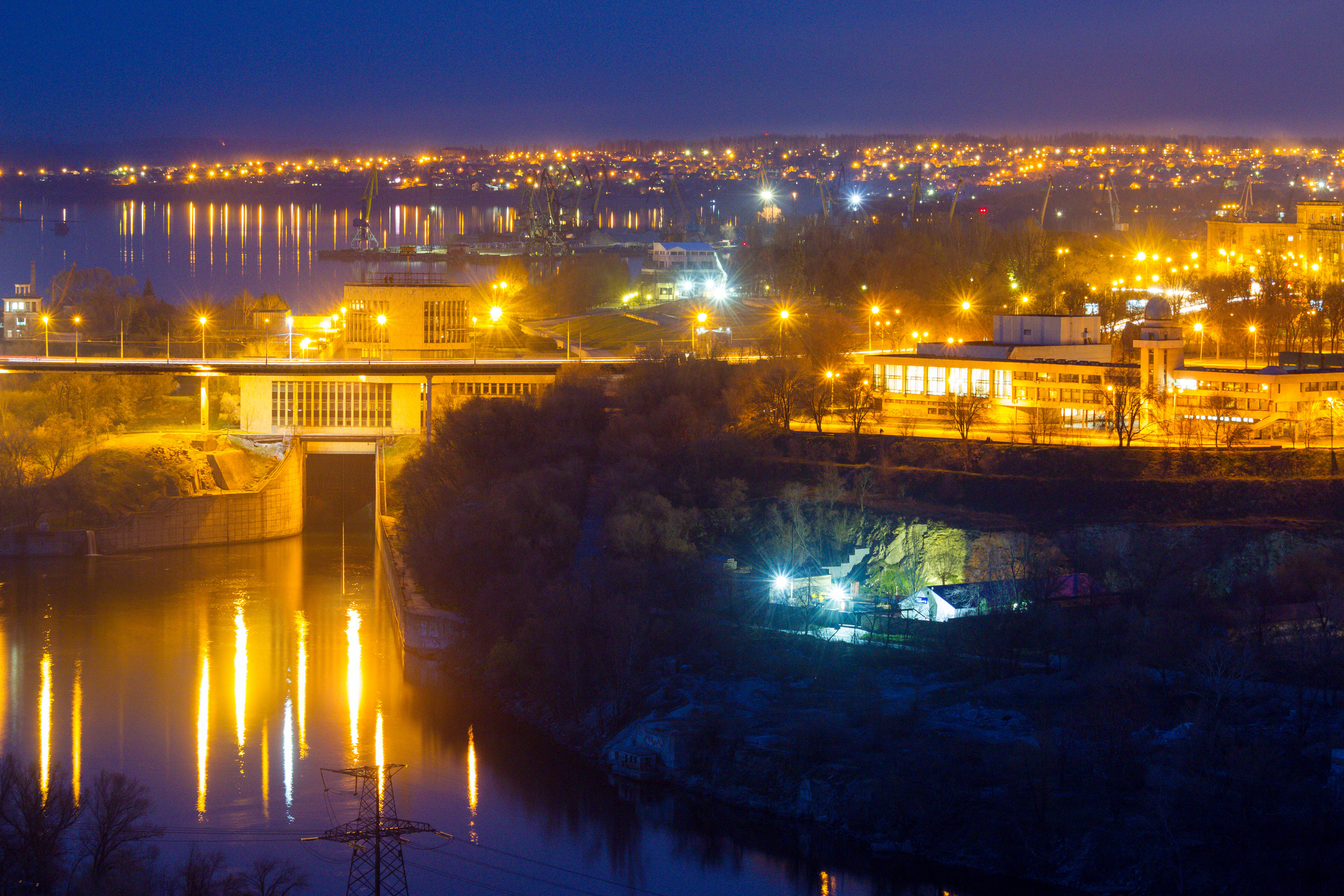
水門入口
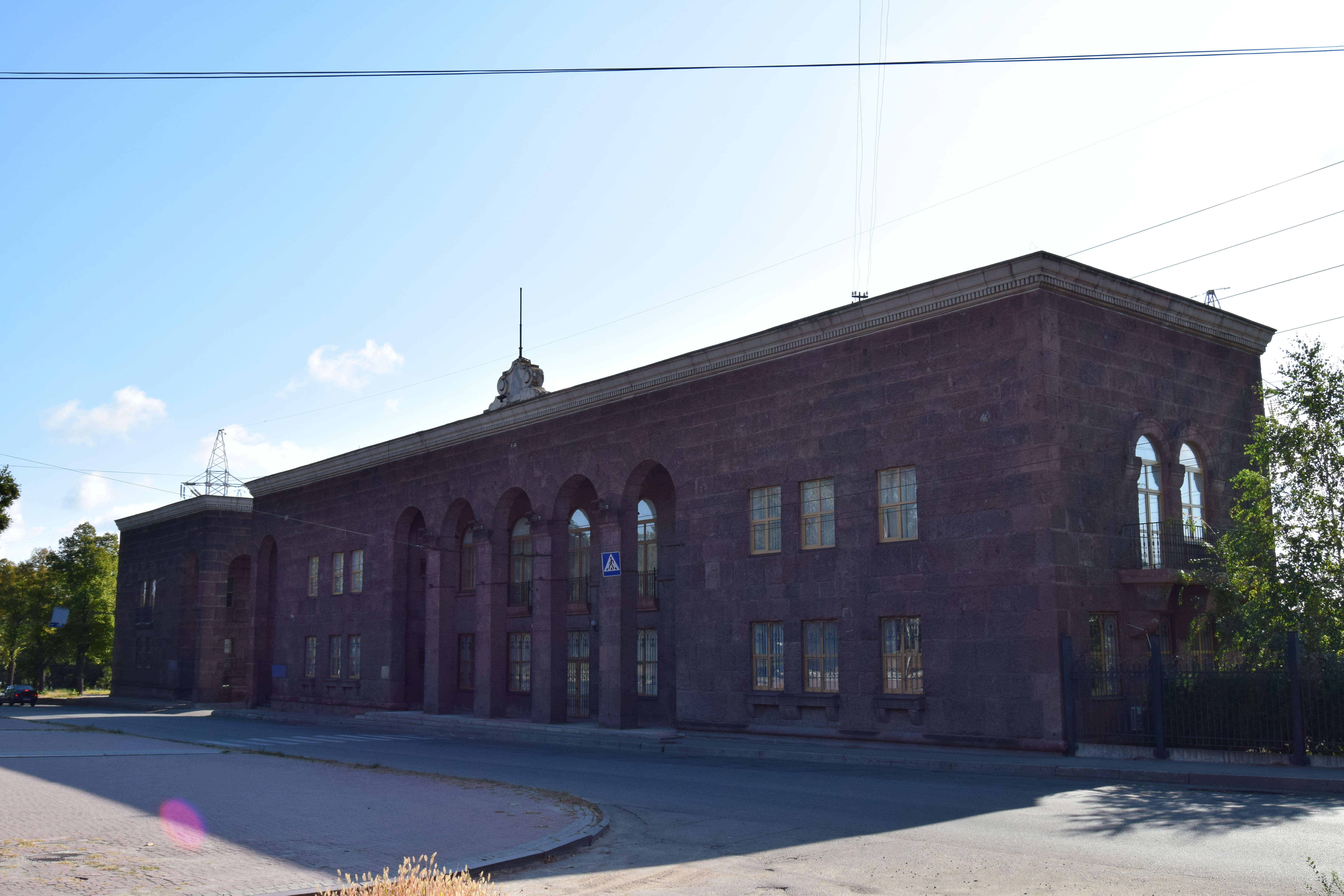
管理棟